# دبابة القيصر
دبابة القيصر (بالروسية: Царь-танк) والمعروفة أيضًا باسم نيتوبير (بالروسية: Нетопырь، والتي تعني جنسا من الخفاشيات) أو دبابة ليبيدينكو (بالروسية: танк Лебеденко)، كانت مركبة مدرعة روسية طورها نيكولاي ليبيدينكو، ونيكولاي إيجوروفيتش جوكوفسكي، وبوريس ستيتشكين، وألكسندر ميكولن من عام 1914 فصاعدًا. وتم إلغاء المشروع في عام 1915 بعد أن أظهرت الاختبارات الأولية أن العجلات ضعيفة القوة وعرضة لنيران المدفعية.

## التاريخ
اختلفت دبابة القيصر عن الدبابات الحديثة في أنها لم تستخدم جنازير مدرجة، بل استخدمت تصميم ثلاثي العجلات. يبلغ قطر العجلتين الأماميتين حوالي 9 أمتار (30 قدمًا)، بينما يبلغ ارتفاع العجلة الثالثة المثبتة في الخلف 1.5 مترًا (5 قدم) فقط. وفقًا لمذكرات ليبيدينكو، فإن فكرة هذه الآلة كانت مدفوعة بعربات البوفوزكي التركية، والتي، بفضل العجلات ذات القطر الكبير، كانت قادرة على اجتياز المطبات والخنادق بسهولة. وصل برج المدفع العلوي إلى ارتفاع حوالي 8 أمتار (26 قدمًا). كان عرض الهيكل 12 مترًا (39 قدمًا) مع مدفعين آخرين في الرعاة. كما تم التخطيط لأسلحة إضافية تحت البطن. تم تشغيل كل عجلة بواسطة محرك مايباخ بقوة 240 حصان.  قاد كل محرك عجلة سيارة تنقل الطاقة إلى عجلة عملاقة مطابقة عن طريق الضغط على حافتها. كان للتصميم سرعة قصوى تبلغ 10 ميلاً في الساعة.
كان لدى ليبيدينكو مختبر خاص في موسكو (سادوفو-كودرينسكايا، 23 عامًا) حيث كان ينفذ أوامر الجيش. تم الجمهور الحاسم للمشروع في يناير 1915، حيث قدم ليبيدينكو لنيقولا الثاني نموذجًا خشبيًا على مدار الساعة لسيارته بمحرك يعتمد على زنبرك الحاكي. وفقًا لذكريات رجال الحاشية، لعب القيصر والمهندس بنموذج من الآلة التي كانت تسير بخفة على طول السجادة، وتتغلب بسهولة على أكوام مكونة من مجلدين أو ثلاثة مجلدات من "مدونة قوانين الإمبراطورية الروسية". وانتهى الجمهور بحقيقة أن نيقولا الثاني، الذي أعجب بالمركبة، أمر بتخصيص 210 ألف روبل من أمواله الخاصة للمشروع. احتفظ نيقولا الثاني بالنموذج الخشبي للدبابة التي صنعها ليبيدينكو للمظاهرة. المصير النهائي للنموذج غير معروف.

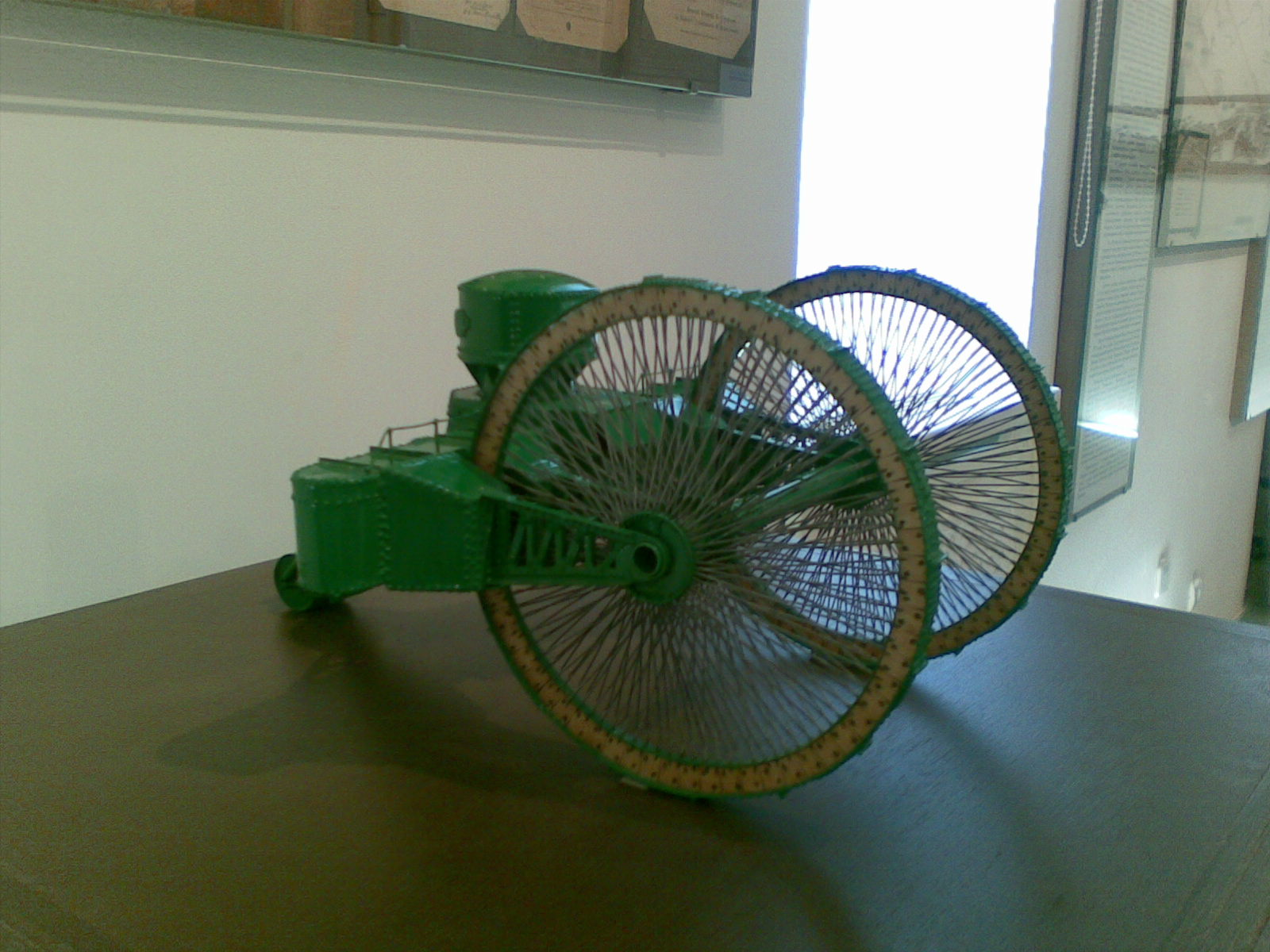
نموذج لدبابة القيصر في متحف

تم تصنيع تفاصيل الدبابة في مصنع في خاموفنيكي. كانت العجلات الضخمة مخصصة لعبور العوائق الكبيرة. ومع ذلك، فإن الأسطوانة الخلفية القابلة للتوجيه، نظرا لصغر حجمها والتوزيع غير الصحيح لوزن الماكينة ككل، علقت في أرض ناعمة على الفور تقريبًا بعد بدء الاختبار. ولم تتمكن العجلات الكبيرة من إخراجها، على الرغم من استخدام أقوى نظام دفع في ذلك الوقت، والمكون من محركين من طراز مايباخ تم أسرهما. كانت هذه أقوى بكثير من تلك المستخدمة في الدبابات الأخرى في الحرب العالمية الأولى، حيث تم أخذها من منطاد ألماني متضرر. وأدى ذلك إلى عدد من الاختبارات الفاشلة أمام اللجنة العليا في أغسطس 1915، وفي سبتمبر تم إلغاء المشروع. على الرغم من ذلك، بدأ ستيتشكين وميكولين في تطوير محرك جديد (AMBES) للمركبة. إلا أن هذه المحاولة باءت بالفشل، وكذلك محاولات تحريك دبابة القيصر من مكانها وسحبها خارج منطقة الاختبار. حتى عام 1917، كانت الدبابة تحت حراسة في موقع الاختبار، ولكن بعد ذلك، بسبب اندلاع الثورة الروسية، تم نسيان المركبة. لم يتم تنفيذ أعمال التصميم عليها وظل الهيكل الضخم للمركبة يصدأ لمدة 6 سنوات أخرى في الغابة على بعد حوالي 60 كيلومترًا (37 ميلًا) من موسكو حتى عام 1923، عندما تم تفكيك الخزان أخيرًا بحثًا عن الخردة.

## وصلات خارجيَّة
- دبابة ليبيدينكو (أو القيصر) في واي باك مشين (مؤرشف في 9 يوليو 2008)